# M59-UCD3
M59-UCD3 — ультракомпактная карликовая галактика, расположенная в направлении созвездия Девы. Является галактикой-спутником галактики M59, одной из крупнейших эллиптических галактик скопления Девы. Наряду с несколькими другими недавно обнаруженными галактиками является одной из самых плотных галактик, в настоящее время она считается второй самой плотной после M85-HCC1 и предшествует M60-UCD1. Несмотря на то, что M59-UCD3 в 200 раз меньше Млечного Пути, её звёздная плотность в 10 000 раз больше по сравнению с той областью нашей галактики, в которой находится Солнце.
Происхождение ультракомпактных карликовых галактик до сих пор остаётся невыясненным, хотя преобладающее мнение состоит в том, что это галактики, потерявшие значительную часть массы вследствие взаимодействия с крупными галактиками, в результате чего остаются только очень плотные центральные ядра, в которых есть сверхмассивная чёрная дыра. Именно обнаружение большого количества тяжёлых элементов, таких как железо, подтверждает гипотезу, что изначально ультракомпактные карликовые галактики были гораздо большими галактиками .
В 2018 году в центре ультракомпактной карликовой галактики UCD3 найдена сверхмассивная чёрная дыра массой 3.3 млн солнечных, или 4 % массы всей галактики, что очень много (для сравнения, чёрная дыра в центре нашей галактики имеет почти ту же массу — 4-5 млн солнечных, при этом масса нашей галактики в 100 раз больше). Это подтверждает гипотезу, что ультракомпактные карликовые галактики — это остатки обычных карликовых галактик, внешняя оболочка которых была захвачена приливным взаимодействием более массивной галактики, когда-то пролетевшей мимо.